# Андрій Діденко
Андрі́й Діде́нко (Гаврилович) (рр.н. і см. невід.) — козацький гетьман (1632–1633). Обраний гетьманом при підтримці православного митрополита київського Ісаї Копинського замість прихильника Речі Посполитої гетьмана Івана Кулаги-Петражицького.
25 грудня 1632 р. генеральна військова рада в Черняхівській балці, прагнучи повернення до стародавніх прав і вольностей у вигляді «добрих козацьких конституцій», вчинила переворот. Майже повністю було переобрано вищих старшин, а на чолі їхньої ради поставлено рядового козака Андрія Діденка, який ретельно захищав козацькі права і звичаї. Та на цій посаді він утримався недовго. Незабаром старшина посадила на гетьмана Дорофія Дорошенка, який відповідно займав більш помірковану позицію.